# Zürcher Modell der sozialen Motivation

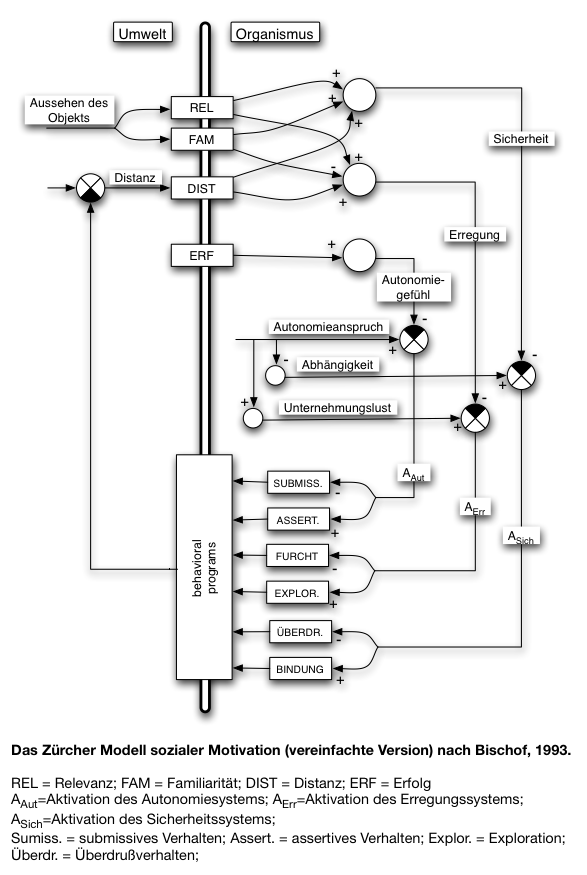

Das Zürcher Modell der sozialen Motivation oder kurz Zürcher Modell von Norbert Bischof stammt aus dem Bereich der Psychologie. Es handelt sich dabei um ein Modell der Wirkungszusammenhänge von Motivationssystemen, die dem Sozialverhalten zugrunde liegen.
Diese drei Motivationssysteme sind:
- Sicherheitssystem
- Erregungssystem
- Autonomiesystem (unterteilt in die phylogenetisch unterscheidbaren Facetten Macht, Geltung und Leistung)

Das Modell „verbindet Erkenntnisse aus der Ethologie mit psychodynamischen Ansätzen.“
Während jedes der drei grundlegenden Motivsysteme im Prinzip ein einfacher Regelkreis ist, ergibt sich aus der Verschaltung der drei Regelkreise eine komplexe Dynamik des Gesamtsystems. Erhöht sich beispielsweise die Autonomie (Autonomiesystem) eines Menschen, dann erhöht sich auch seine Unternehmungslust (Erregungssystem), jedoch seine Abhängigkeit (Sicherheitssystem) nimmt ab. Das bedeutet, dass der Sollwert des Autonomiesystems den Sollwert der beiden anderen Systeme kontrolliert, was die Kernaussage des Zürcher Modells ist.

## Partnerwahl und Inzesttabu
„Bischof zeigt, dass die Motivationen einander bedingen, miteinander verwoben sind oder sich gegenseitig hemmen können (familiäre Vertrautheit verhindert Sexualität: Inzesttabu).“
„Ein Kleinkind ist gegen Erregung aversiv, ein Adoleszenter gegen Sicherheit. [...] In der Kleinkindzeit sind die Sollwerte der Führungsgröße Unternehmungslust minimal, in der Adoleszenz maximal. Für die Abhängigkeitswünsche ist das Verhältnis gerade umgekehrt [...] Im Zusammenhang mit der Partnerwahl wird aufgezeigt, dass der sekundäre Bindungspartner einerseits erregend – weil fremd – bleibt, andererseits aber sicherheitsstiftend, weil er doch vertraut sein sollte. Die Stimmungslagen verändern sich gegenläufig bei Annäherung des sekundären Partners, das Fremde wird erregender und das Vertraute bergender.“
So wird anhand des Modells erklärt, warum Kinder nicht ihre Eltern als Partner wählen. Die Eltern sind für den Adoleszenten zu wenig erregend, weil sie zu vertraut sind. Und das Bedürfnis nach Sicherheit ist in der Adoleszenz geringer als in der Kindheit.

## Ödipuskonflikt
„Der [...] ödipale Konflikt besteht nach Bischof in einer unbefriedigten (ausgedünnten) sexuellen Beziehung zwischen Vater und Mutter, einer daran kompensatorisch gebundenen erhöhten Bindung der Mutter an das Kind mit – daraus folgend – herabgesetzter Autonomie des letzteren, die wiederum zur libidinösen Reduktion und sexuellen Repression führt.“

## Erhebung der individuellen Sollwerte der Motivsysteme
Mit dem MPZM (Motivprofil nach dem Zürcher Modell) wurde 2009 erstmals ein Fragebogen zur Messung der individuellen Sollwerte der drei Motivsysteme (inklusive der Facetten des Autonomiemotivs) vorgestellt.
Der Fragebogen umfasst 30 Items und gibt Aufschluss darüber, wie stark die Motive nach Sicherheit, Erregung, Macht, Geltung und Leistung ausgeprägt sind. Da der Fragebogen auf einer Selbsteinschätzung beruht, sollte jedoch bedacht werden, dass damit das Selbstkonzept und nicht die unbewussten, impliziten Motive gemessen werden.

## Bibliographie
Im Folgenden ist eine Liste mit Literatur, die sich auf das Zürcher Modell bezieht:
- N. Bischof: Das Kraftfeld der Mythen. Piper, München 1996.
- N. Bischof: Das Rätsel Ödipus. Die biologischen Wurzeln des Urkonflikts von Intimität und Autonomie. [The riddle of Oedipus. The biological roots of the core conflict between intimacy and autonomy]. Piper, München 2001. (PDF)
- N. Bischof: A systems approach toward the functional connections of attachment and fear. In: Child Development. 46, 1975, S. 801–817.
- N. Bischof: Untersuchungen zur Systemanalyse der sozialen Motivation I: Die Regulation der sozialen Distanz – Von der Feldtheorie zur Systemtheorie [On the regulation of social distance – from field theory to systems theory]. In: Zeitschrift für Psychologie. 201, 1993, S. 5–43.
- N. Bischof: Untersuchungen zur Systemanalyse der Sozialen Motivation IV: Die Spielarten des Lächelns und das Problem der motivationalen Sollwertanpassung [The varieties of smiling and the problem of motivational adjustment]. In: Zeitschrift für Psychologie. 204, 1996, S. 1–40.
- I. Borutta, S. Sosnowski, M. Zehetleitner, N. Bischof, K. Kühnlenz: Generating artificial smile variations based on a psychological system-theoretic approach. Paper presented at the 18th IEEE International Symposium on Robot and Human Interactive Communication (Ro-Man), Toyama, Japan. 2009.
- H. Gubler, N. Bischof: Untersuchungen zur Systemanalyse der sozialen Motivation II: Computerspiele als Werkzeug der motivationspsychologischen Grundlagenforschung [Computer games as a tool for basic research on motivation]. In: Zeitschrift für Psychologie. 201, 1993, S. 287–315.
- H. Gubler, N. Bischof: A systems theory perspective. In: M. E. Lamb, H. Keller (Hrsg.): Infant development: Perspectives from German-speaking countries. Lawrence Erlbaum Associates, S., Hillsdale, NJ, England 1991, S. 35–66.
- H. Gubler, M. Paffrath, N. Bischof: Untersuchungen zur Systemanalyse der sozialen Motivation III: Eine Ästimationsstudie zur Sicherheits- und Erregungsregulation während der Adoleszenz. In: Zeitschrift für Psychologie. 202, 1994, S. 95–132.
- M. Schneider: Systems theory of motivational development. In: Neil J. Smelser, Paul B. Baltes (Hrsg.): International Encyclopedia of the Social & Behavioral Sciences. Elsevier, Oxford 2001.
- F. D. Schönbrodt, J. B. Asendorpf: The challenge of constructing psychologically believable agents. In: Journal of Media Psychology: Theories, Methods, and Applications. 23, 2011, S. 100–107. doi:10.1027/1864-1105/a000040 (Open Access)
- F. D. Schönbrodt, S. Unkelbach, F. M. Spinath: Broad motives in short scales: a questionnaire for the Zurich Model of social motivation. In: European Journal of Psychological Assessment. 25, 2009, S. 141–149. doi:10.1027/1015-5759.25.3.141 (Open Access)